# برنهارد غال
برنهارد غال (بالألمانية: Bernhard Gál)‏ هو ملحن نمساوي، ولد في 19 نوفمبر 1971 في فيينا في النمسا.

## وصلات خارجية
- برنهارد غال على موقع ميوزك برينز (الإنجليزية)
- برنهارد غال على موقع ميوزك برينز (الإنجليزية)
- برنهارد غال على موقع ديسكوغز (الإنجليزية)